# Eschikofen
Eschikofen est une ancienne commune suisse et une localité de la commune de Hüttlingen, située dans le district de Frauenfeld, dans le canton de Thurgovie.